# 朱安泛
平樂王朱安泛（1470年—16世紀），明朝周藩唯一一代平樂王，周惠王朱同䥝的庶第五子。

## 生平
成化十二年（1476年）五月，獲賜名安泛。朱安泛初封鎮國將軍。弘治二年（1489年）九月，進封平樂王。弘治三年（1490年）十一月，獲給歲祿一千石，米鈔中半兼支。
弘治七年（1494年），朱安泛與義寧王朱安涘各奏稱巡撫河南右副都御史徐恪擅減祿米，徐恪亦具奏。明孝宗命給事中李漢等人前往開封府勘查，發現雙方所奏皆不實。朱安泛、朱安涘因年幼而被寬恕，仍降敕切責。徐恪則免於逮問，停俸三個月，與巡撫湖廣都御史韓文互調職位。
弘治十三年（1500年），朱安泛因縱欲無厭、誣陷父兄之罪被廢為庶人，送往鳳陽守陵，時年三十一歲。
正德三年（1508年），周王朱睦㰂请求按朱安泛的例子为乐女出身的宫人李氏所生庶七弟朱睦槏请封，礼部认为李氏是乐女，朱睦㰂的请求不合惯例。明武宗下诏称宗支事重，周王不宜冒请，令革朱睦槏为庶人，并革朱安泛等封爵，仍着礼部通查各王府乐女所生子女。康保成《明代乐户史料辨析》认为，朱睦㰂既然对朱睦槏是乐女所生这一不利于其受封的事实不但不遮掩反而明言，就并非真心请封，其真实目的在于揭发朱安泛也是乐女所生，令其遭到进一步的惩罚。